# Агзамов, Марат Ильясович
Марат Ильясович Агзамов (род. 13 августа 1976, Сухой Лог, Свердловская область) — российский самбист, призёр первенств России и Азии среди юниоров, бронзовый призёр чемпионатов России и Азии, обладатель Кубка мира 2009 года, мастер спорта России международного класса (2003). мастер спорта по дзюдо, черный пояс по тхэквондо 1 дан. Выступал в первой полусредней весовой категории (до 68 кг). Его тренерами в разное время были Вячеслав Малых, А. Пивоваров и Александр Козлов. Работает директором МБОУ ДО СШ по тхэквондо.

## Выступления на чемпионатах России
- Чемпионат России по самбо 2001 года — ;